# براندون هيكس
براندون هيكس (بالإنجليزية: Brandon Hicks)‏ هو لاعب كرة قاعدة أمريكي، ولد في 14 سبتمبر 1985 في هيوستن في الولايات المتحدة.

## وصلات خارجية
- براندون هيكس على موقع دوري كرة القاعدة الرئيسي (الإنجليزية)
- براندون هيكس على موقعبيزبول رفرنس.كوم (الدوري الرئيسي) (الإنجليزية)
- براندون هيكس على موقعبيزبول رفرنس.كوم (الدوري الثانوي) (الإنجليزية)
- براندون هيكس على موقع مشجعي الرسوم البيانية (الإنجليزية)